# Lassina Doumbia
Lassina Doumbia est un officier général ivoirien. Il est chef d'état-major des armées de Côte d'Ivoire.

## Biographie
C’est à 12 ans que le jeune Lassina est enfant de troupe de la 38e promotion du prytanée militaire Charles N’Tchoréré de Saint-Louis au Sénégal et de l’École militaire préparatoire et technique (EMPT) de Bingerville (banlieue d'Abidjan).
Titulaire d’un baccalauréat à l’EMPT (École militaire préparatoire technique) de Bingerville, il obtient une maîtrise en droit (carrière des entreprises) à l’université d’Abidjan en 1988.
Muni de ses quatre brevets de parachutisme et d’infanterie, le général Doumbia passe les diplômes d’état-major au Maroc et de l’institut d’études stratégiques et de défense et occupe plusieurs postes de responsabilité dans l’armée.
Chef du bureau instruction à l’école nationale des sous-officiers d’active de Bouaké, il devient commandant de groupements tactiques (Comthêatre) en 2005.
En 2000, il est nommé chef des opérations de la zone Ouest à Guiglo, où il passe deux ans.
Il a été préfet du département de Toulepleu (ouest ivoirien) de 2005 à 2009.
Il est chevalier de la légion d’honneur et médaillé de la défense française.
Il a dirigé de 2009 à 2011 le 1er bataillon d’infanterie d’Akouédo.
Au lendemain de la crise post électorale qu’a connue la Côte d’Ivoire, le général Doumbia est nommé commandant des forces spéciales, une unité d’élite de l’armée.
Fin 2018, le chef d'état-major des armées Sékou Touré fait valoir ses droits à la retraite. Le 27 décembre 2018, le général Lassina Doumbia est nommé pour le remplacer,.